# Wasserkunst

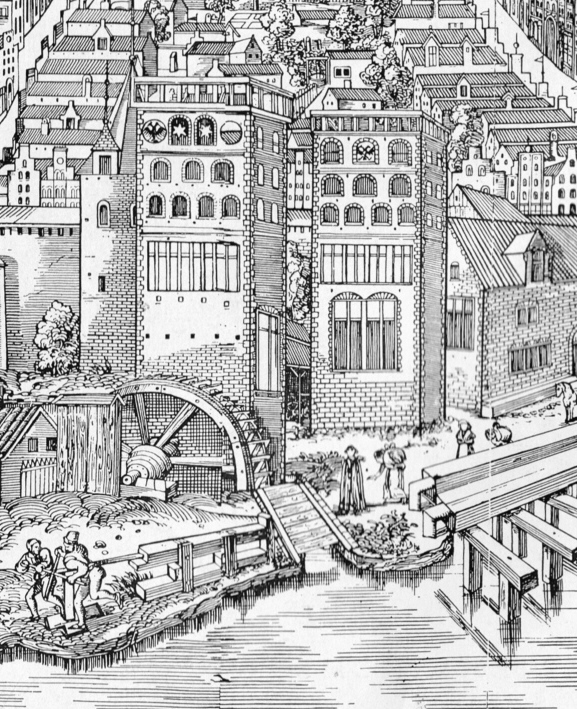
Die Türme der Lübecker Bürgerwasserkunst (hinten) und der Brauerwasserkunst (vorne) auf dem Hüxterdamm im Jahre 1552, dargestellt auf der Lübecker Stadtansicht des Elias Diebel. Im Vordergrund wird die Herstellung der Holzrohre gezeigt.

Eine Wasserkunst ist ein System zur Förderung, Hebung und Führung von Wasser, meist hergestellt oder überwacht von einem Kunstmeister.

## Frühe Wasserkünste
Die Verwendung solcher Systeme vor allem bei der Entwässerung und Wasserversorgung ist seit mehreren tausend Jahren belegt. Die Römer setzten Wasserräder und Archimedische Schrauben zu vielen Zwecken ein, unter anderem auch in Bergwerken. Ihre Funktion zur Hebung von Wasser wurde zum Beispiel in Vitruvs Werk De architectura oder von Plinius dem Älteren in seiner Naturalis historia beschrieben. Wasserkünste wurden im Spätmittelalter bei der Wasserversorgung von Städten und Burgen eingesetzt und fanden im Bergbau weit verbreitet Verwendung bei der Wasserhaltung und anderen Einsatzgebieten. Georgius Agricola beschreibt in seinem 1556 erschienenen Hauptwerk De re metallica libri XII die Verwendung unter Tage. Wasserkünste dienten auch dem Betrieb von Springbrunnen und Fontänen etwa in Parks und auf öffentlichen Plätzen.
Der österreichische Ingenieur Hermann Waldhauser baute auf Grund von Hinweisen bei Herodot die Cheopspyramide funktionstüchtig als Wasserhebewerk nach. Diese Deutung der Pyramide ist jedoch in der Archäologie nicht anerkannt.

## Wasserversorgung für Städte und Burgen im Mittelalter

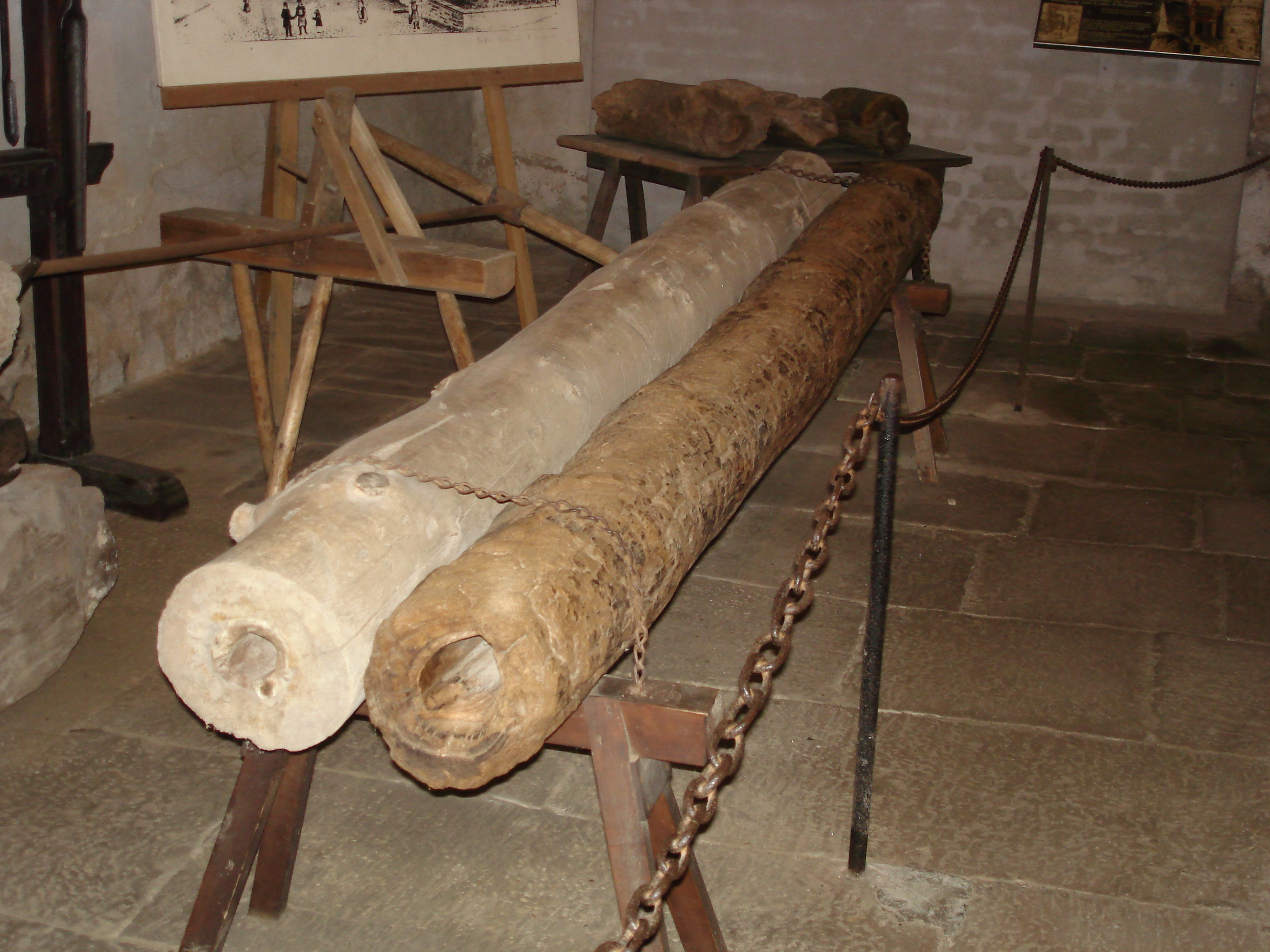
Holzröhren der Wasserkunst von Burg Stolpen

Zunächst bezeichnete der Begriff Wasserkunst nur die Einheit aus Pumpwerk und Wasserbehälter, später wurde der Begriff auch für die Gesamtanlage des Röhrensystems verwendet. Die ersten Wasserkünste wurden aus Holz erbaut, später aus Stein. Sie bestanden aus einem Pumpwerk und dem antreibenden Wasserrad sowie aus einem Hochbehälter, in dem das Wasser gespeichert wurde. Durch ein Röhrensystem, meistens in Form ausgehöhlter Baumstämme – den Deicheln –, wurde das Wasser an die Verbrauchsorte (Wasserbütten, Steintröge) geleitet, um eine Wasserversorgung der höher gelegenen Wohnhäuser zu gewährleisten. Ein frühes Beispiel für ein solches System ist die Alte Wasserkunst in Bautzen, deren hölzerne Ausführung erstmals im Jahre 1495 erbaut wurde.

## Noch erhaltene bekannte Wasserkünste zur Wasserversorgung

Schwarze Wasserkunst Leipzig

- Wasserwerk am Roten Tor, Augsburg (1416)
- Wasserkunst, Naumburg (Saale) (1463/1698)
- Alte Wasserkunst, Bautzen (1495/1558)
- Abtswasserkunst, Lüneburg (1530)
- Landauer Wasserkunst (1535)
- Ratswasserkunst, Lüneburg (1568)
- Wasserkunst Wismar (1579)
- Neue Wasserkunst, Bautzen (1606)
- Brunnenhausmuseum, Schillingsfürst (1702), noch funktionstüchtig
- Teile der Wasserkunst Gera (1706)
- Wasserkunst Herrenhausen, Hannover (1865), wieder funktionstüchtig seit 2021
- Lübecker Wasserkunst (1867)
- teilerhaltene Wasserkunst Gotha (1895) mit Leinakanal und Aquädukt über eine Bahnlinie
- Wasserkunst Naumburg (17.–18. Jh.)
- von der Altenburger Wasserkunst blieb der "Kunstturm" (1844/45) im Stile eines Campanile als Nachfolgebau erhalten, sowie der "Kleine Teich" (Kunstteich) mit Staudamm von 1594 (siehe Altenburger Denkmalliste)

Nicht erhaltene Wasserkünste:
- Wasserkunst von Jagdschloss Augustusburg
- Wasserkunst der Burg Stolpen (1561)
- Leipziger Wasserkünste
- Wasserkunst von Toledo
- Berliner Wasserkunst (1572)
- schlossartige Flusswasserkunst (1895) an Stelle der früheren Klickmühle in Hannover
- Maschine von Marly, bei Versailles
- Wasserkunst zur Versorgung der Neustadt von Warburg in Westfalen[4]

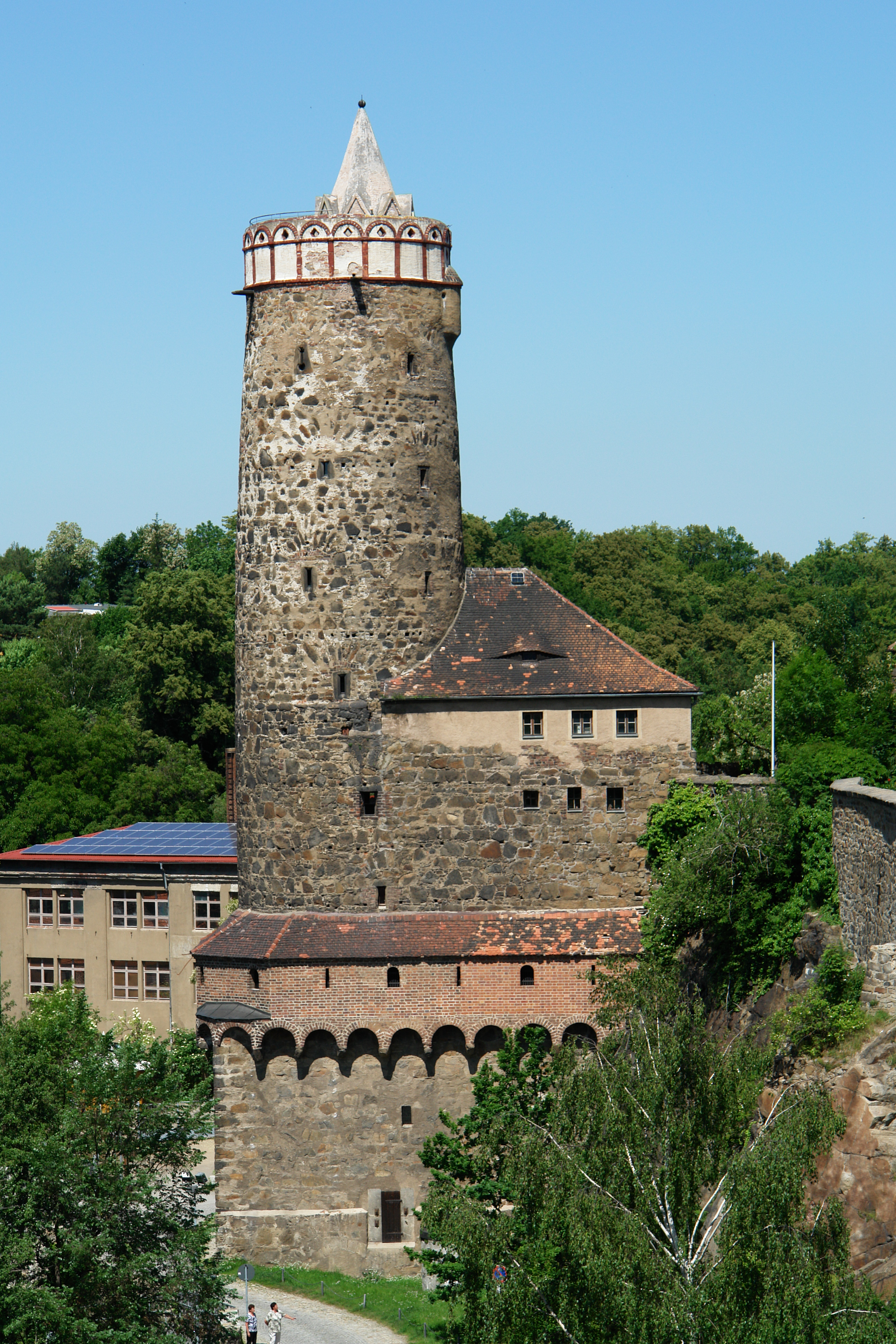
Alte Wasserkunst Bautzen
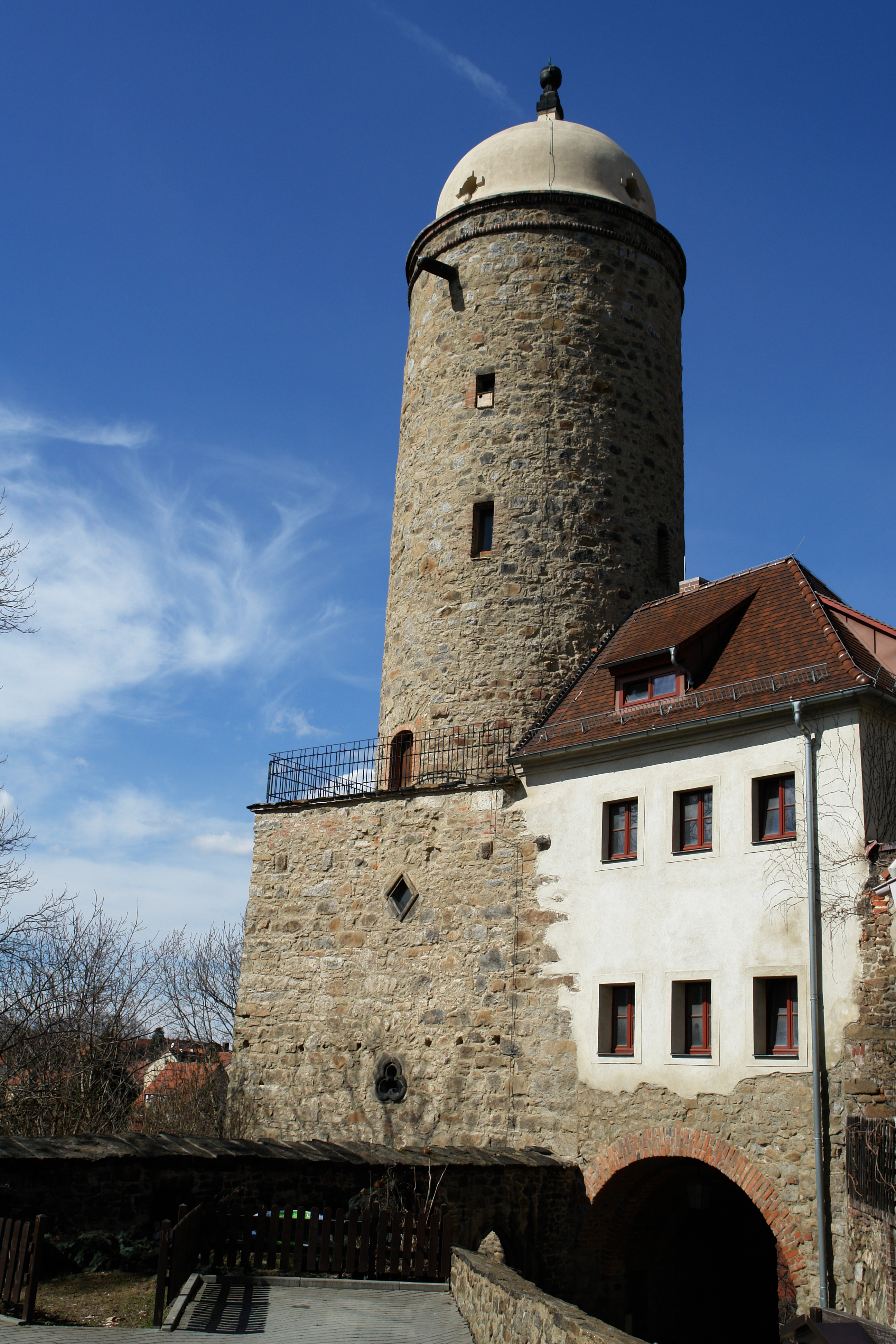
Neue Wasserkunst Bautzen
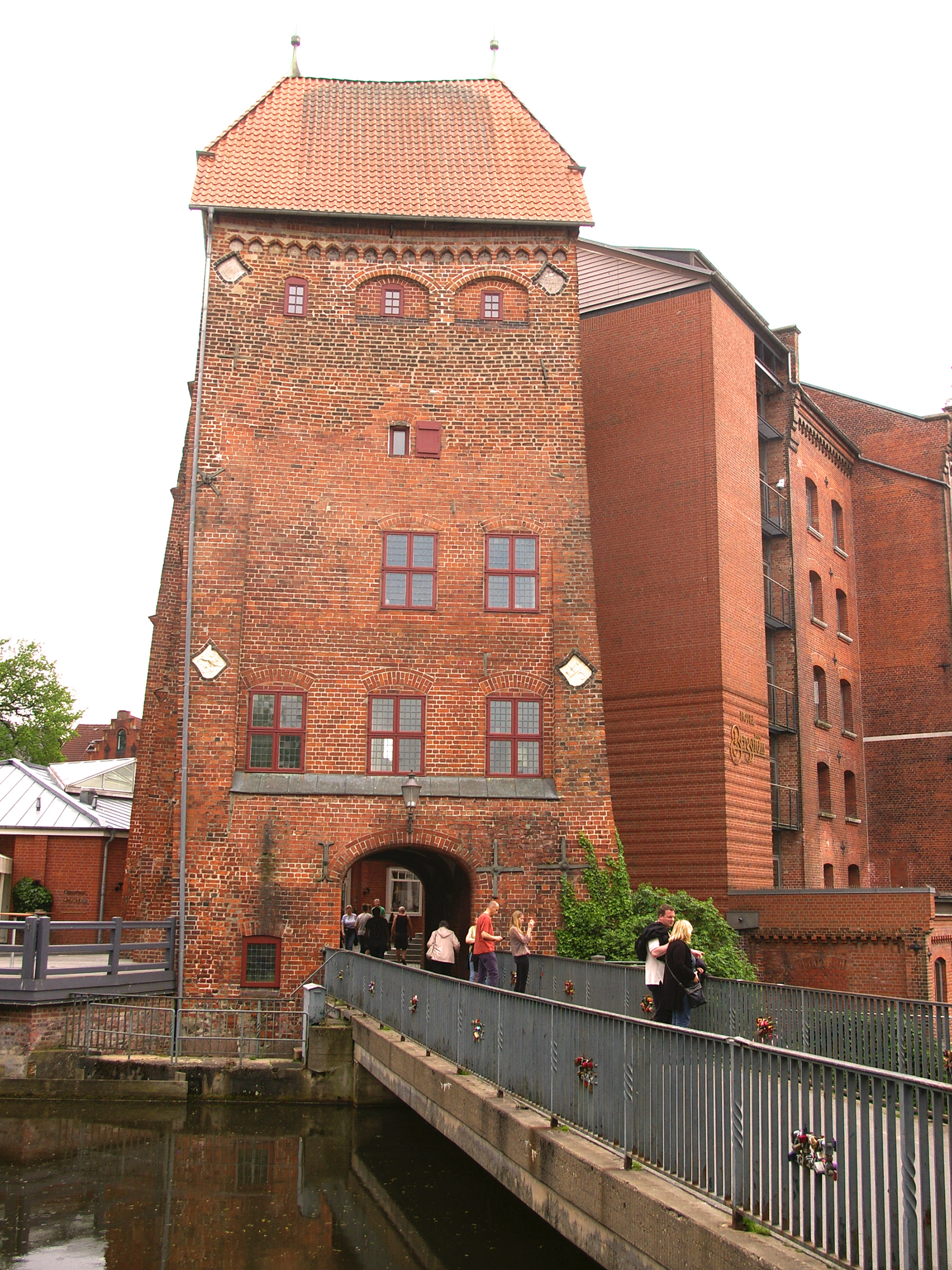
Turm der Abtswasserkunst in Lüneburg
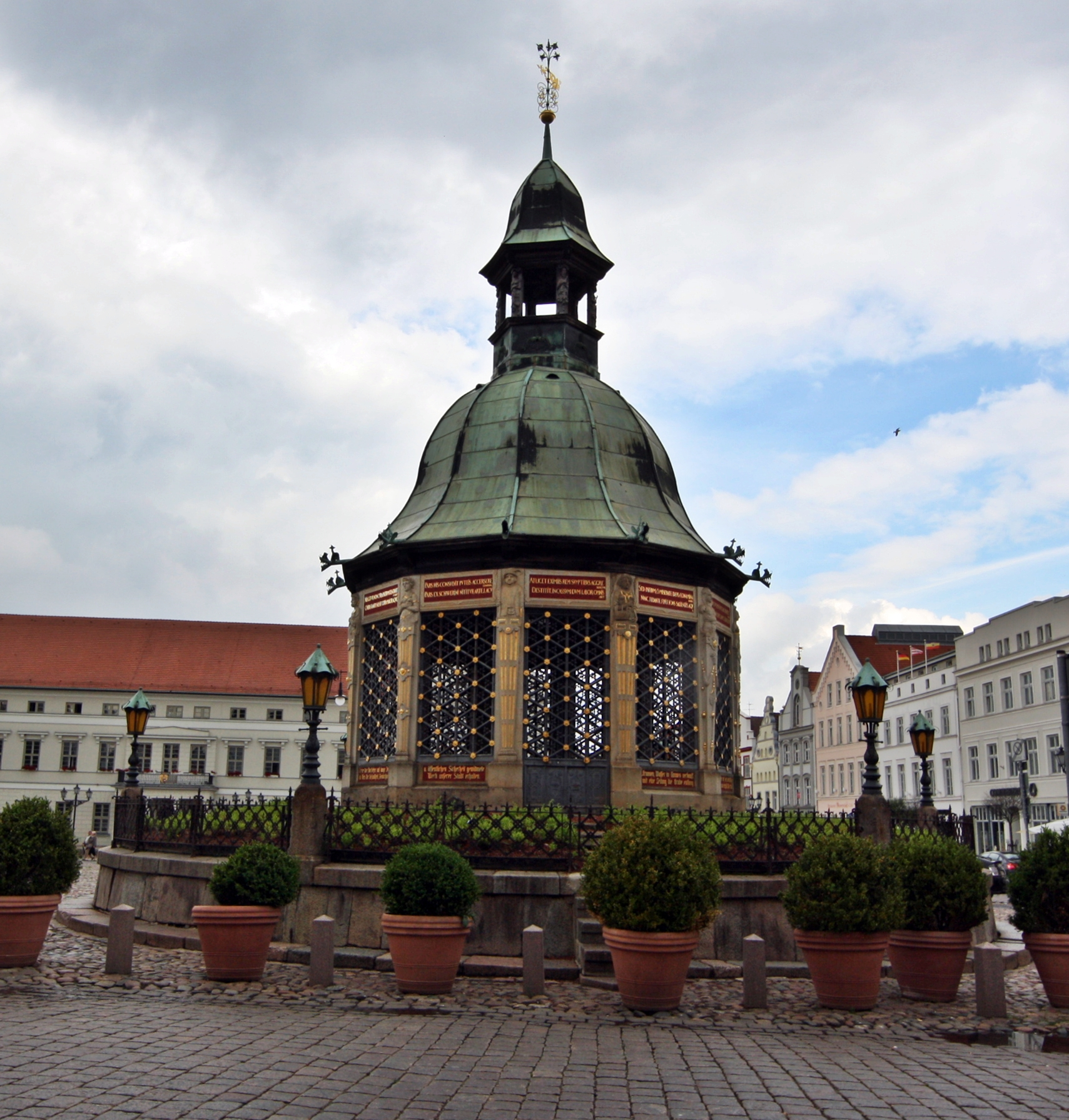
Wasserkunst Wismar
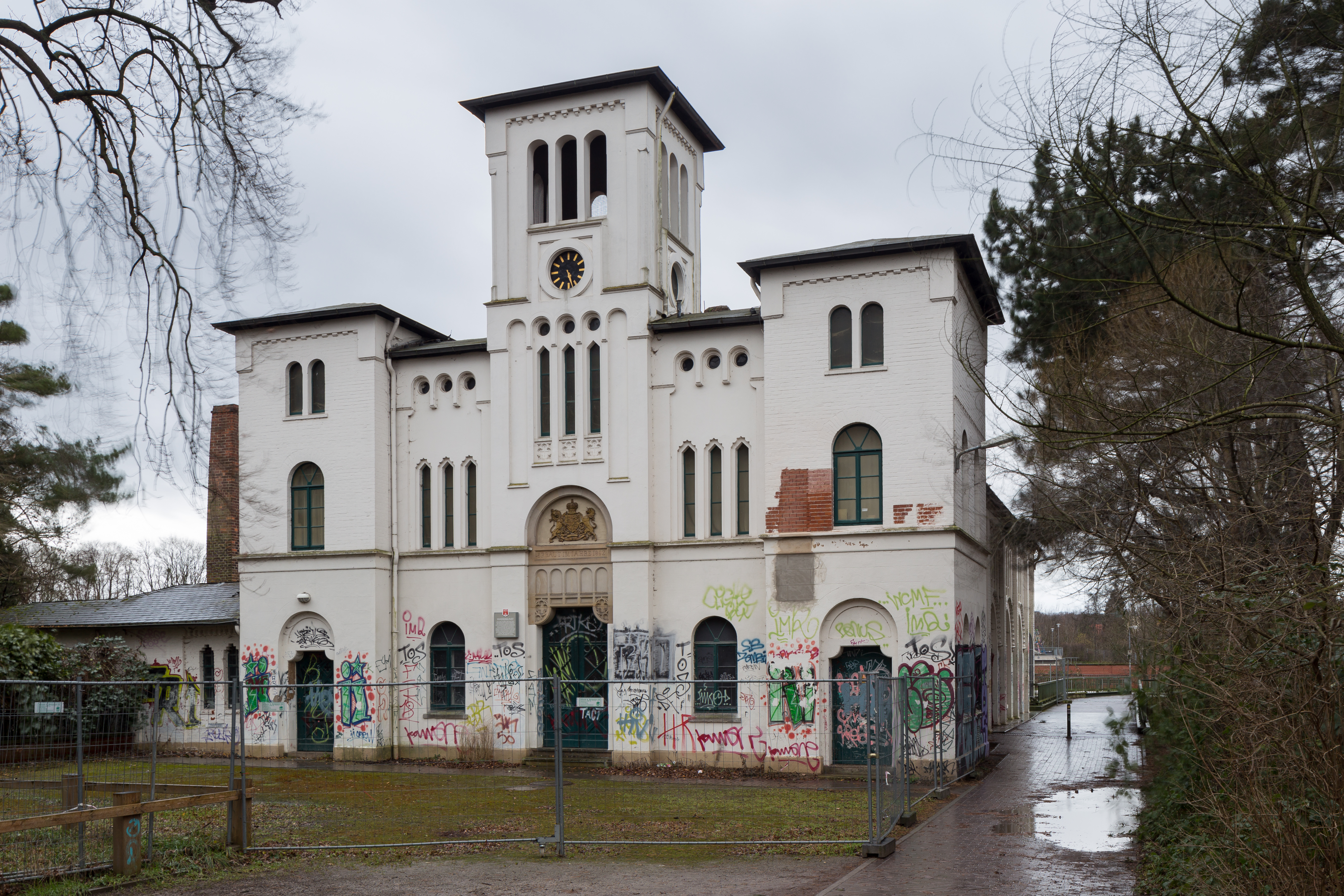
Wasserkunst für den Großen Garten in Hannover-Herrenhausen
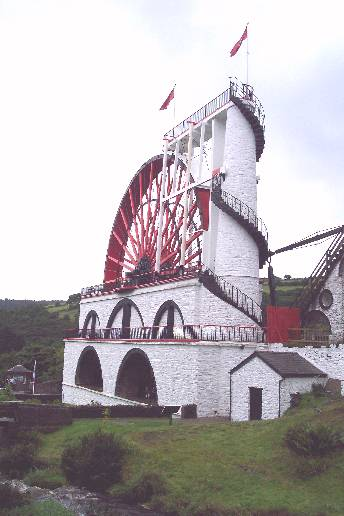
Das Wasserrad Lady Isabella von Laxey auf der Isle of Man
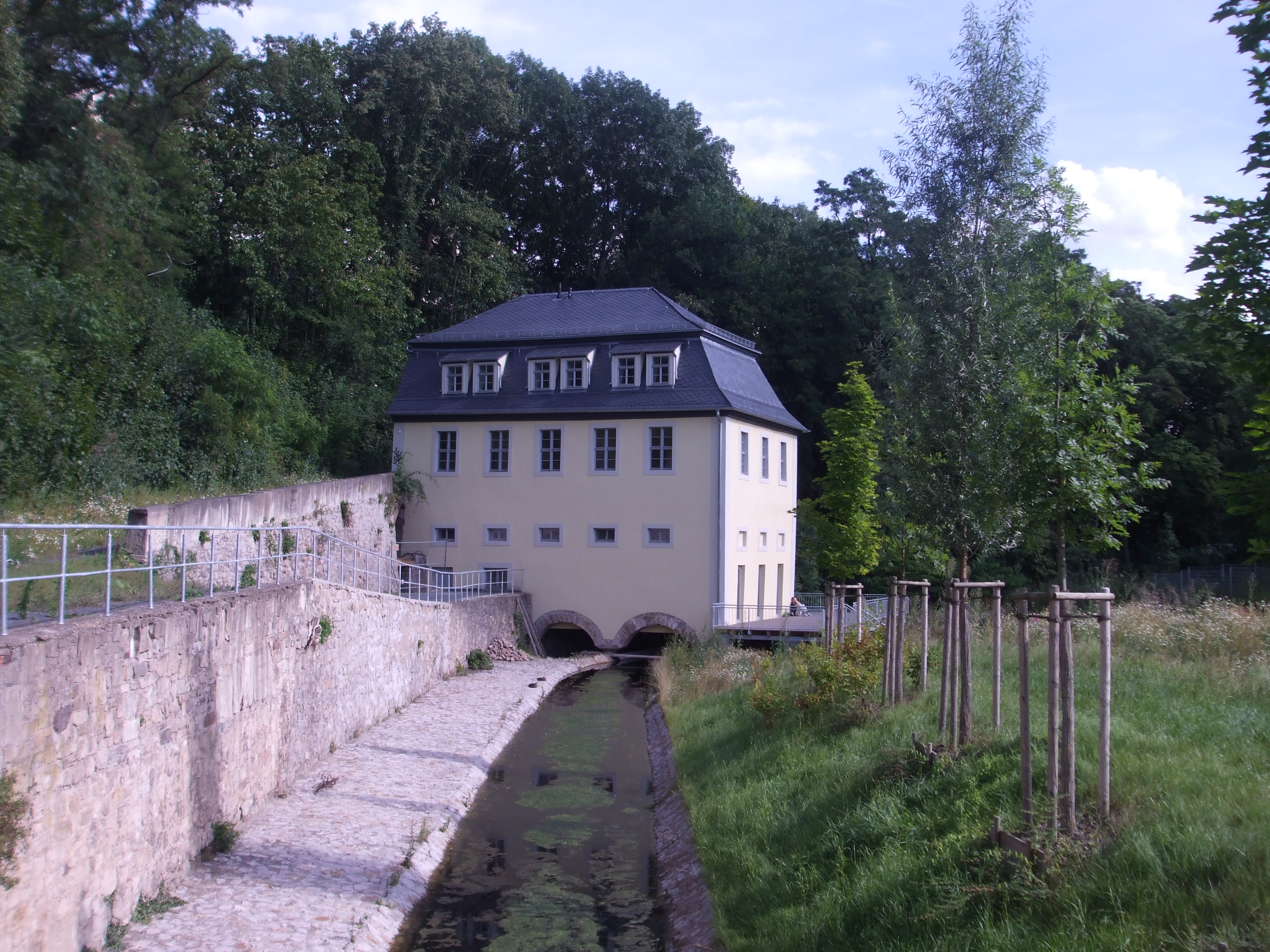
Geraer Wasserkunst
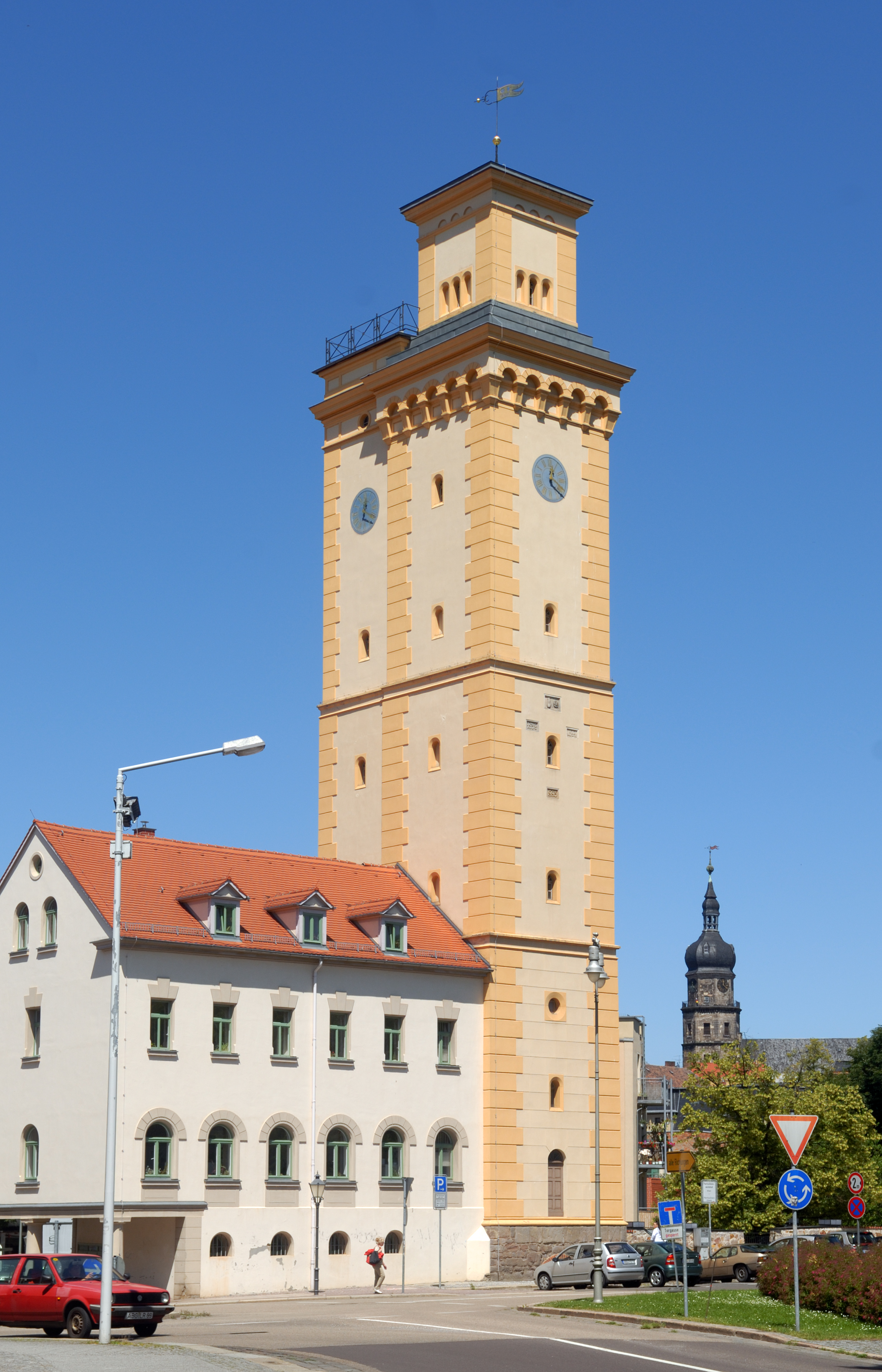
"Kunstturm" Altenburg (1844/45)

## Wasserkunst im Bergbau

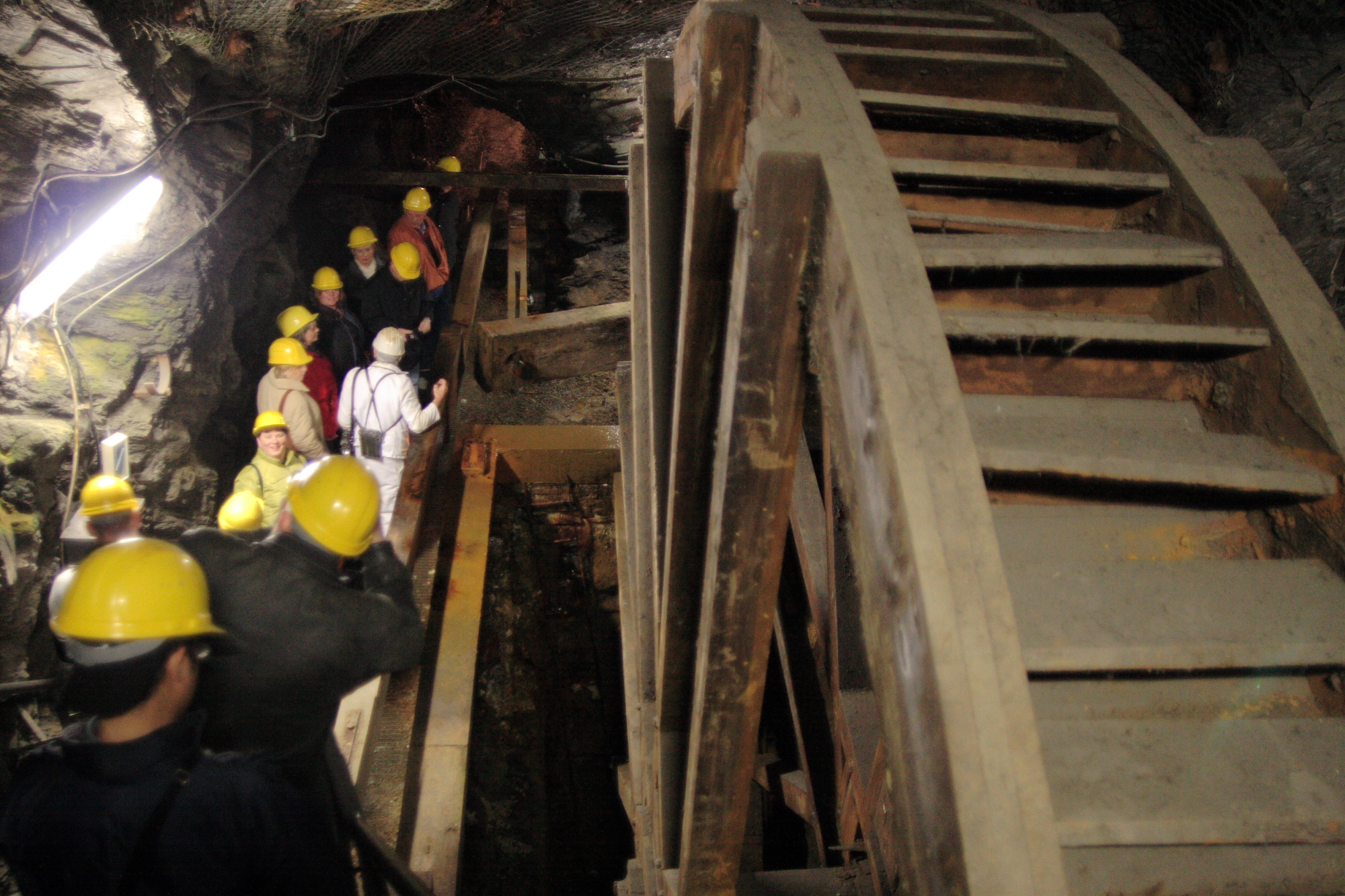
Unterirdische Wasserkunst im Bergwerk Rammelsberg

Auch im Bergbau fanden Wasserkünste Anwendung. Zweck war hier nicht nur die Entwässerung des Grubengebäudes bei der Wasserhaltung. Wasserkünste kamen zum Beispiel auch zur Förderung von Lasten und Personen (Fahrkunst), bei der Grubenbewetterung oder bei der Zerkleinerung von Gesteinen in Pochwerken zum Einsatz. Auch andere Vorrichtungen wurden im Bergbau mit der Bezeichnung Kunst im Sinne von Maschine belegt. Zusammen mit der Wasserkunst bildeten sie die Bergmännischen Künste. Georgius Agricola beschrieb in mehreren Veröffentlichungen in der ersten Hälfte des 16. Jahrhunderts und vor allem in seinem grundlegenden Werk De re metallica libri XII, das 1556 ein Jahr nach seinem Tod erschien, zusammen mit den anderen Bergmannskünsten zahlreiche Arten der Wasserkunst im Bergbau.
Die erste mittelalterliche Verwendung von Wasserkünsten im Bergbau fand im sächsisch-böhmischen Erzbergbau statt, hier wurden sogenannte Bulgenkünste verwendet. Im Harz wurde danach die so genannte Heinzenkunst um 1435 das erste Mal im Bergwerk Rammelsberg eingesetzt, flächig wurde sie hier um 1536 eingeführt. Seit 1564 kam im Rammelsberg auch die „Kunst am krummen Zapfen“ zum Einsatz, bei der ein Pleuel an einem Kunstrad über ein Kunstgestänge eine Pumpe antrieb. Wasserkünste kamen später verbreitet zum Einsatz, so im Silberbergbau in Tirol, im Kupferbergbau des Mansfelder Reviers oder im Kohlebergbau im Aachener Revier und im Ruhrgebiet.
Ein Beispiel für eine alte Wasserkunst im Bergbau ist die des Rammelsbergs im Harz. Darüber hinaus ist der Harz reich an bergbaulichen Wasserhaltungen und hydraulisch angetriebenen Künsten, so etwa die des Polsterberger Hubhauses.
Im Schwazer Bergbau in Tirol wurde seit 1515 das Grubenwasser von Wasserknechten gehoben. Da es zunehmend zu personellen und finanziellen Schwierigkeiten mit ihnen kam, wurde 1556 unter Tage ein Wasserrad eingebaut, um die Grubenwässer zu heben. Das benötigte Aufschlagwasser wurde über Tage einem Bach entnommen und durch eine vier Kilometer lange Aufschlagrösche herangeleitet. Verbesserungen an dieser Anlage wurden 1650 und 1755 durchgeführt.
Im Eschweiler Stadtteil Pumpe im Aachener Revier entstand vermutlich um 1632 eine aus zwei großen Wasserrädern bestehende Pumpenanlage, „Herrenkunst“ genannt, welche das Aufschlagwasser von der Inde ableitete und in Verbindung mit zwei abgeteuften Schächten der Wasserhaltung im Eschweiler Kohlberg diente. Der Name „Herrenkunst“ kommt daher, dass die Wasserhaltung auf Rechnung des Territorialherren, dem Grafen von Jülich erfolgte. Die Pumpenanlage blieb bis 1891 in Betrieb.

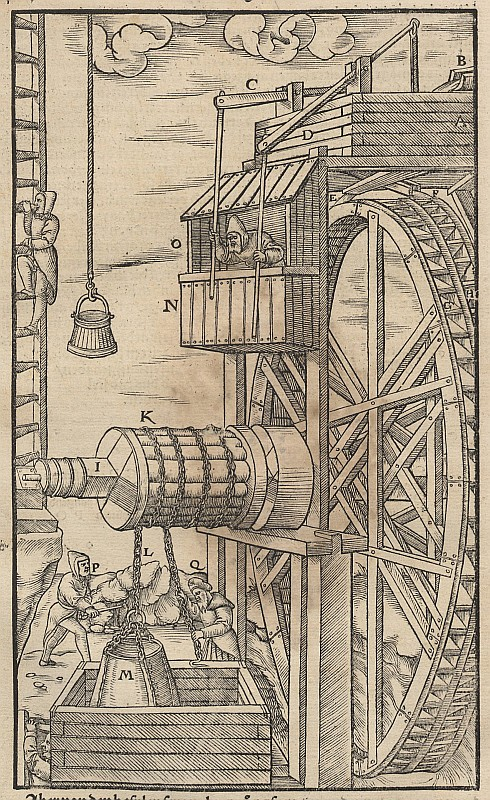
Kehrrad nach Georgius Agricola
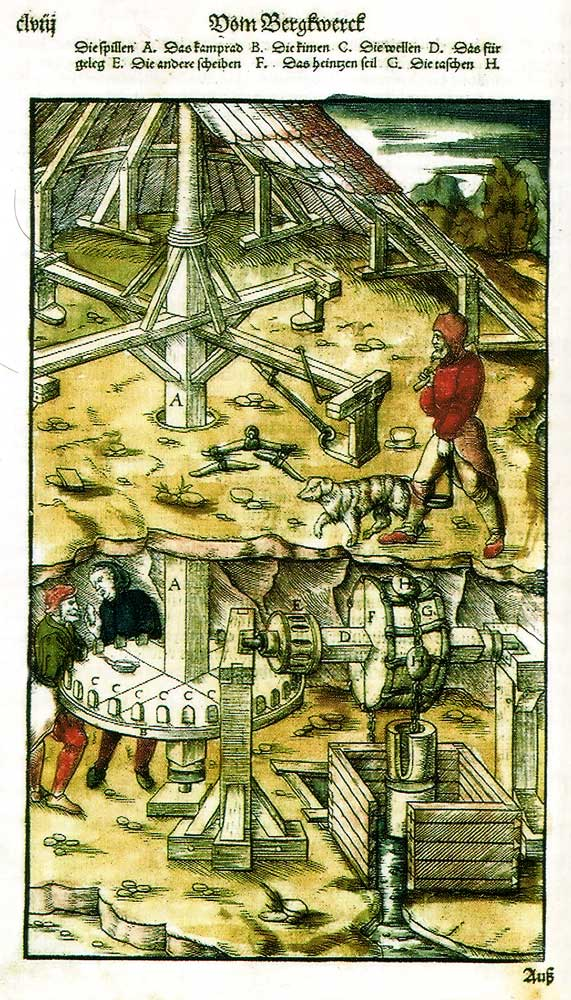
Heinzenkunst mit Göpelantrieb nach Agricola
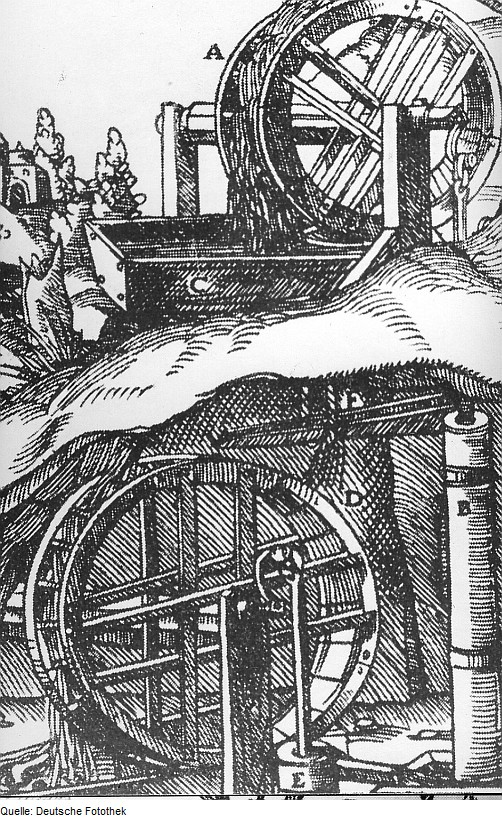
Radpumpe nach Agricola
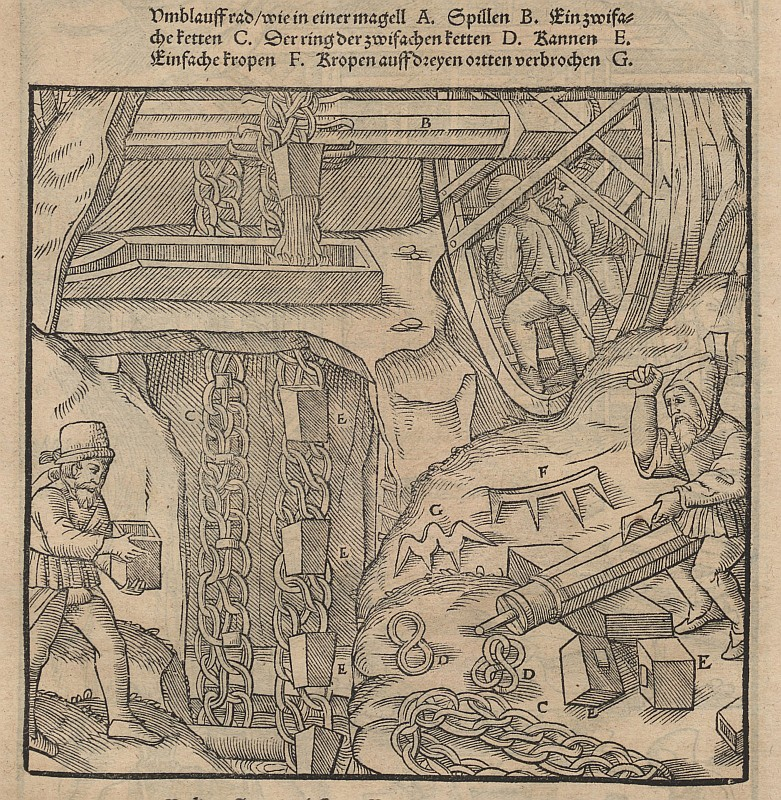
Kannenkunst nach Agricola

### Bekannte Wasserkünste im Bergbau
- Molchner Stolln/Pobershau: voll funktionstüchtiger Nachbau einer unterirdischen Wasserkunst aus Wasserrad, Kunstgestänge und mehreren funktionierenden kaskadierten Saugpumpen. Erzgebirge/Sachsen
- Wasserkünste im Oberharzer Wasserregal (ab 1520), Harz, Niedersachsen
- Heinzenkunst (ab 1535) des Bergwerks Rammelsberg, Harz, Niedersachsen
- Wasserkunst im Schwazer Silberbergwerk (1556) in Tirol, Österreich
- Heinzenkunst (1575) im Faulenseer Stollen (späterer Maria-Schacht) bei Hergisdorf, Südharz, Sachsen-Anhalt
- Wasserkunst der Saline Salzderhelden (1586), Niedersachsen
- die Herrenkunst (1632) im Eschweiler Stadtteil Pumpe im Aachener Revier, Nordrhein-Westfalen
- die Wasserkunst des Caroliner Erbstollens in Holzwickede[10] (1794–1801), Nordrhein-Westfalen
- original erhaltene ca. 17 m hohe Wassersäulenmaschine (ca. 1800–1830) im Mendenschacht des Bergwerkes Alte Mordgrube Fundgrube bei Brand-Erbisdorf, Erzgebirge, Sachsen
- Wasserkunst der Grube Samson (1837), Sankt Andreasberg, Niedersachsen
- funktionstüchtiger Nachbau eines untertägigen 9-m-Wasserrades (2018 noch ohne Pumpanlage) in der Radstube des Schaubergwerks Markus-Röhling-Stolln, Annaberg-Frohnau, Erzgebirge, Sachsen
- funktionstüchtiger Nachbau eines untertägigen 4-m-Wasserrades mit Pumpvorrichtung, Schaubergwerk Zinngrube Ehrenfriedersdorf, Ehrenfriedersdorf, Erzgebirge, Sachsen
- übertägiger Nachbau einer Wasserkunst mit Kunstgestänge, Bergwerk Aufgeklärtes Glück, Hasserode, Harz, Sachsen-Anhalt

### Nebenanlagen zum Betrieb der Wasserkünste im Bergbau
Um die meist unterirdisch in einer Radstube betriebenen Wasserräder betreiben zu können, wurden weitere Anlagen benötigt:
- Kunstteiche (frühe Stauseen) zum Aufstauen von Wasservorräten (vor allem für den wasserarmen Hochsommer)
- Kunstgräben, zum Transport des Aufschlagwassers zum Bergwerk
- Stollen zur Zuleitung des Wassers bis zum unterirdischen Wasserrad, Aufschlagrösche genannt
- Stollen die das Grubenwasser und das zusätzlich abgepumpte Wasser aus der Grube leiteten, Abfallrösche oder Erbstollen oder auch Wasserlösungsstollen genannt
- seltener wurden Aquädukte errichtet wie beispielsweise die Altväterbrücke
- Kunstgestänge zur Übertragung der Energie vom Wasserrad auf die Pumpen

## Wasserkunst in Gärten und Parks
Im Zeitalter der Renaissance und des Barock wurden unter dem Begriff Wasserkunst auch künstlerisch ausgestaltete Anlagen mit Springbrunnen, Wasserspeiern, künstlichen Kaskaden und dergleichen verstanden, deren Veränderlichkeit durch die Inszenierung des Wassers als Element zur Darstellung von Wert und Reichtum der epochalen Phase entsprechend architektonisch und künstlerisch umgesetzt wurde. Dabei wurde neben der ursprünglichen Notwendigkeit der Förderung von Wasser als lebenserhaltendes Gut während des Mittelalters, der Brunnen als prospektives Merkmal des verklärenden Reichtums weltlicher und klerikaler Herrschaft. Dem Stand der jeweiligen Technik entsprechend, wurde sowohl der natürliche Druck der Schwerkraft als, insbesondere später seit der Entstehung dezentraler Wasserversorgung als System, der durch Pumpen erzeugte Wasserdruck genutzt, um Fontänen zu betreiben. Diese fanden sich als Teil von Schloss- und Gartengestaltungen und werden heute oft als Wasserspiele bezeichnet. Neben ihrer präsentativen Hervorhebung bekamen sie mit Ende des Barock im Übergang zum Absolutismus repräsentativen Ausdruck nationalen und militärischen Souveränität. Als Schmuckelement im öffentlichen Raum bekamen Brunnen im Übergang der Stadt des Frühindustrialismus und der Stände zur industriell-bürgerlichen Stadt der Vormoderne ab dem Ende des 19. Jahrhunderts, Brunnen den Zweck des dekorativen Nutzens. Hierin unterscheidet sich das Verständnis europäischer Stadt- und Gartenanlagen als Resultat aus dem Herrschaftsprinzip der jeweiligen Zeit. Das spätbarocke Paris Napoleons III. wurde durch Georges-Eugène Haussmann ganz anders überformt als, zeitlich versetzt, das spätpreußische Berlin des Hobrecht-Plans durch Josef Stübben. (vgl.: Städtebau). Die italienischen Renaissance-Städte und die Kulturen des Mittelmeerraums haben einen eigenen historischen Umgang mit dem Element in die Konzeption und Anlage ihrer Städte und Gebäude aufgrund der differenten Klimatik einfließen lassen.

### Bekannte Wasserkünste in Gärten und Parks
- Wasserspiele im Bergpark Wilhelmshöhe, der Staatlichen Museen und Schlösser und Gärten, Kassel, Weltkulturerbe
- Wasserspiele im Park von Schloss Peterhof, Russland, Weltkulturerbe
- Wasserkunst für den Großen Garten in Hannover-Herrenhausen
- Dresdner Zwinger
- Wasserspiele Hellbrunn in Salzburg
- Jardins du Trocadéro in Paris
- die Renaissancegärten der Villa d’Este in Tivoli (Latium)

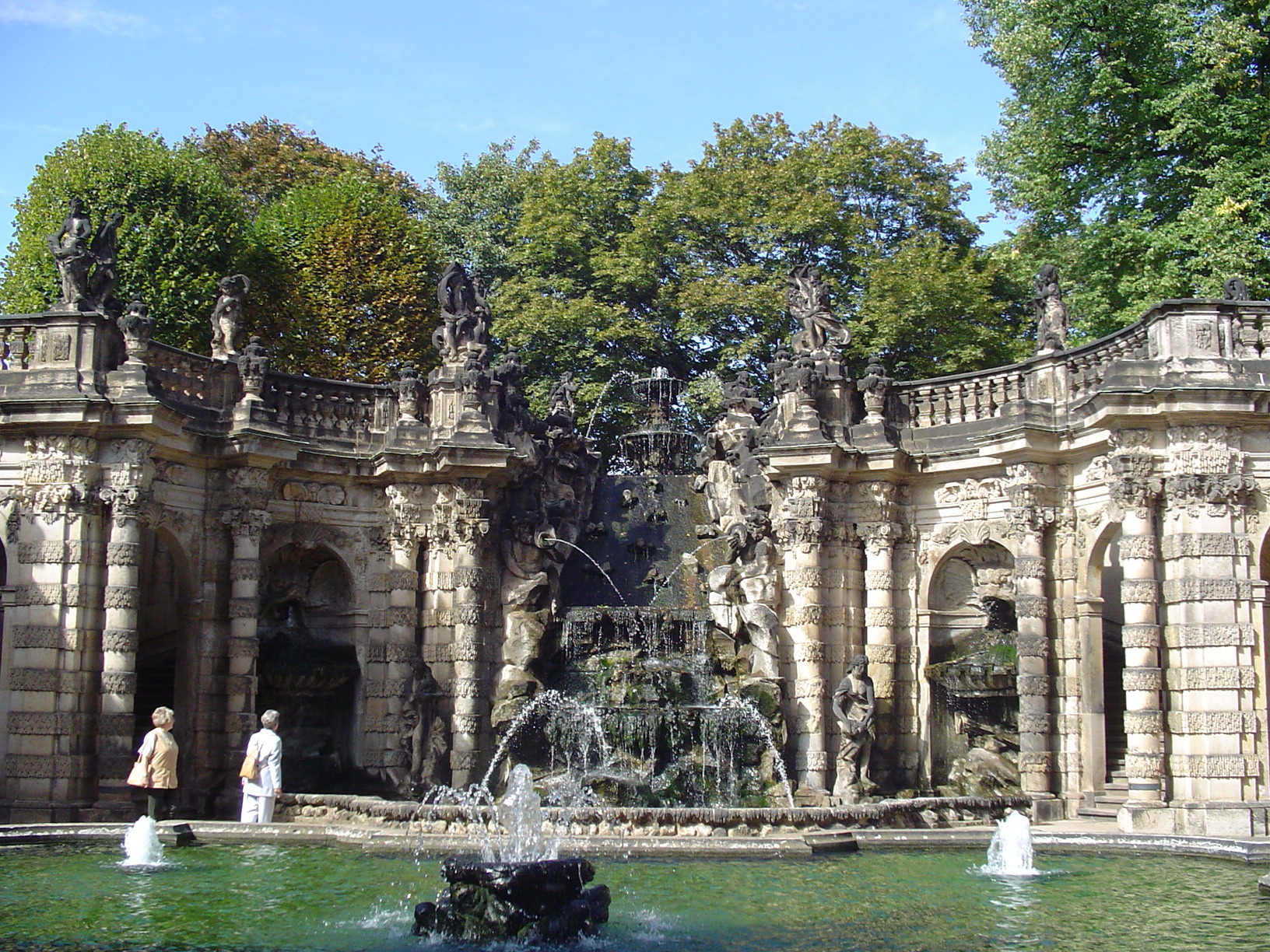
Nymphenbad, Zwinger Dresden
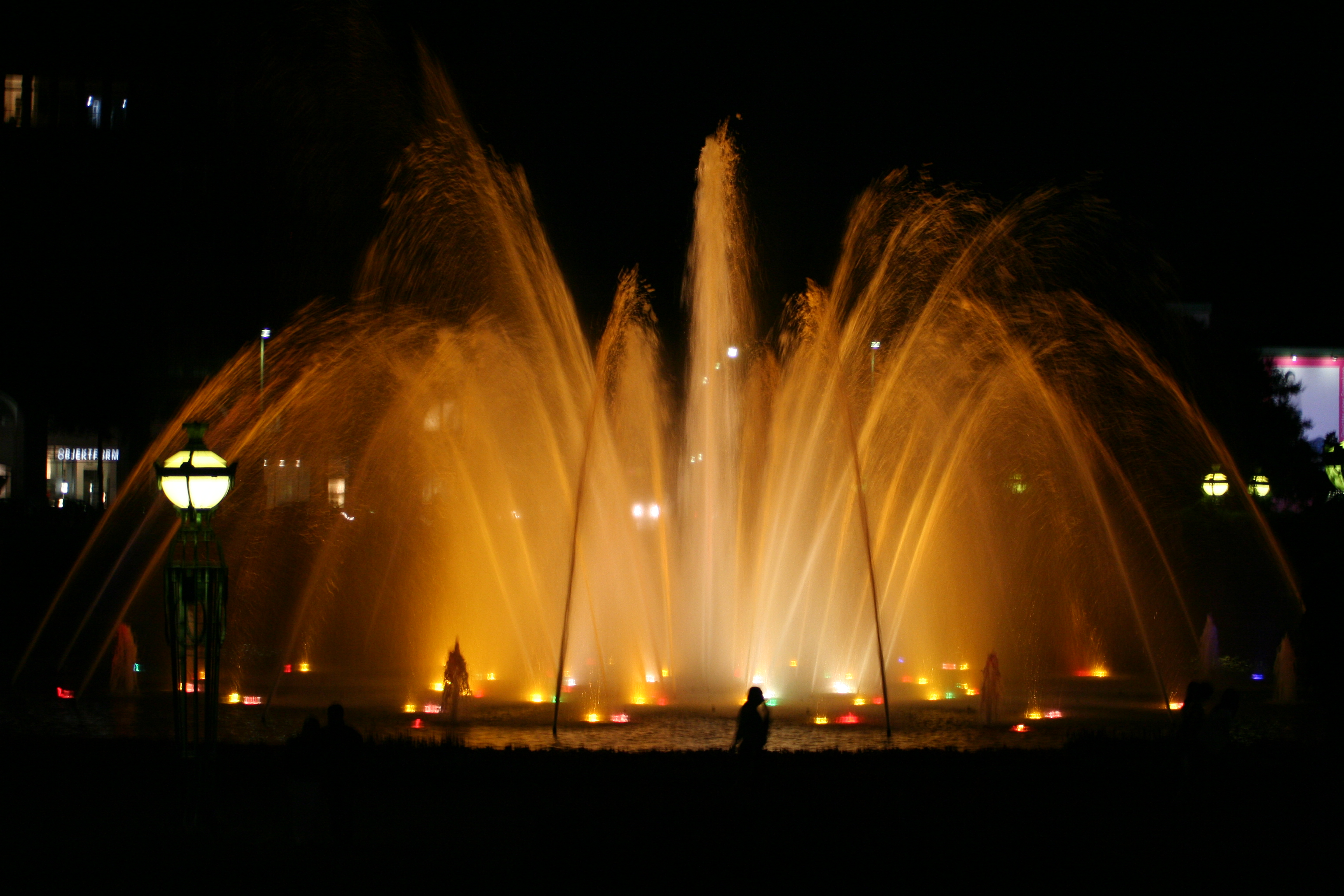
Nacht in Mannheim
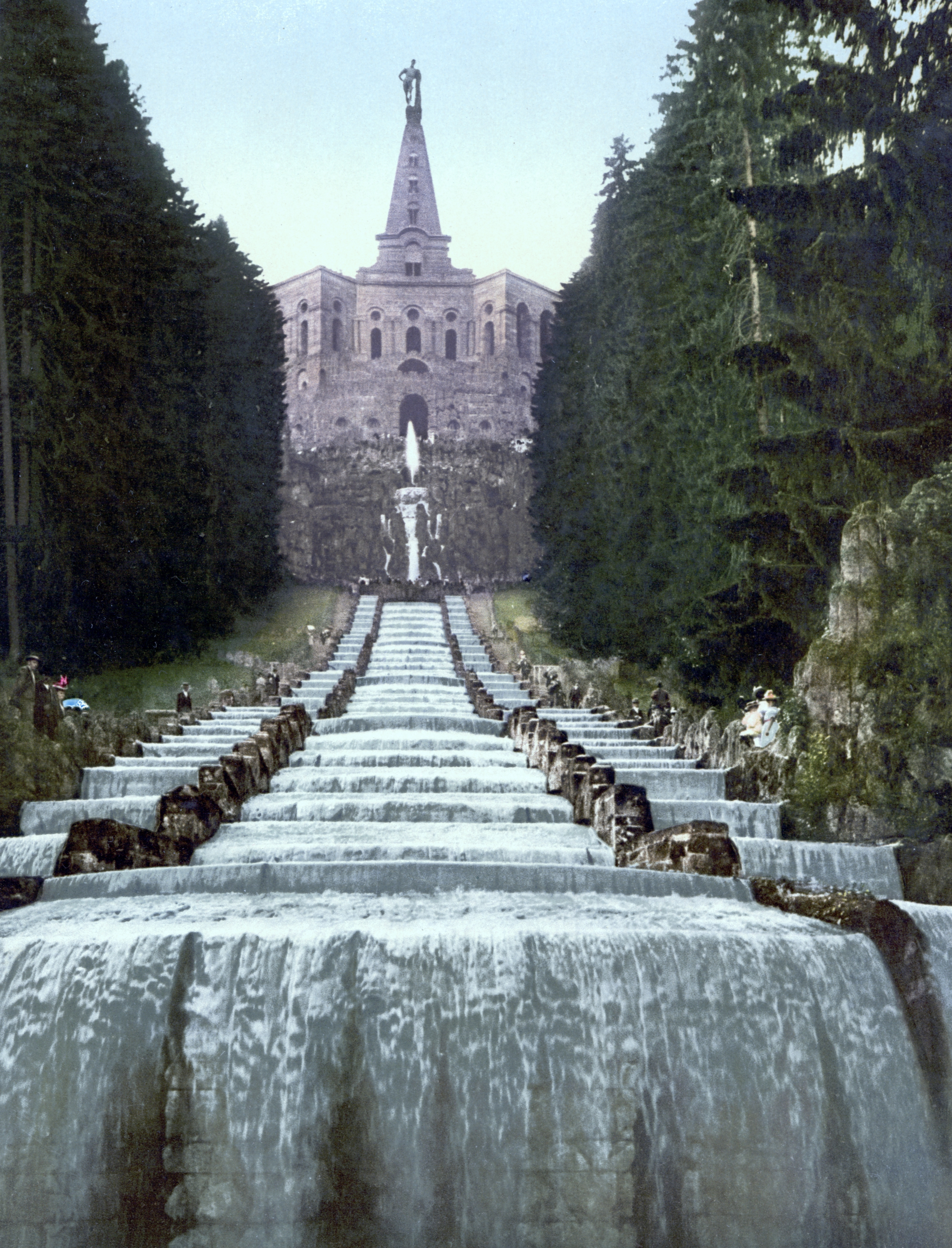
Die Kaskaden unterhalb des Herkules in Kassel
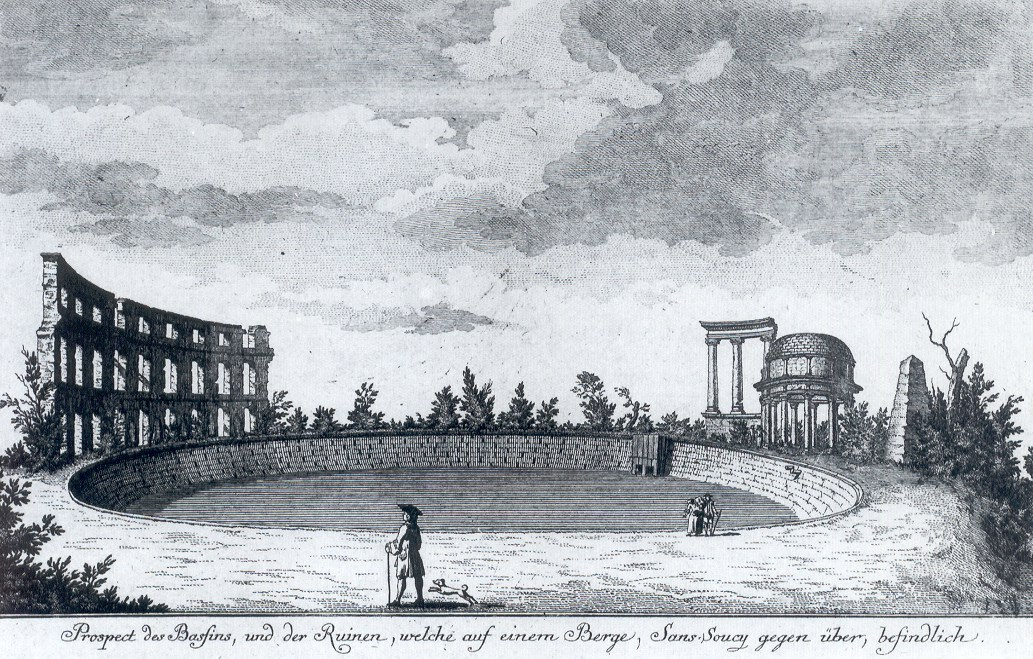
Ruinenberg, Wasserbecken zum Betrieb der Fontänen im Park von Sanssouci im Jahre 1775

## Wasserkünste für Höhenburgen, Bergschlösser und Festungen ab dem 16. Jahrhundert
Das sächsische Schloss Augustusburg wurde ehemals von einer Röhrenwasserleitung und einer Wasserkunst mit Wasser versorgt, da der Brunnen nicht ergiebig genug war. Ebenso besaß Festung Stolpen eine Wasserkunst mit Röhrenwasserleitung zusätzlich zum Burgbrunnen. Beide Anlagen sind nicht erhalten geblieben.
Vor dem Felsen mit der Ruine der Festung Wendelstein im Unstruttal hat sich die Ruine einer turmartigen Wasserkunst erhalten, mit der die Festungsanlage einst aus der Unstrut mit Wasser versorgt wurde. In unmittelbarer Nähe befindet sich am Fluss noch ein Mühlengebäude.
Schloss Friedenstein in Thüringen wurde früher über die Wasserkunst Gotha, ein Pumpwerk mit hölzernen Leitungen, mit Wasser versorgt.

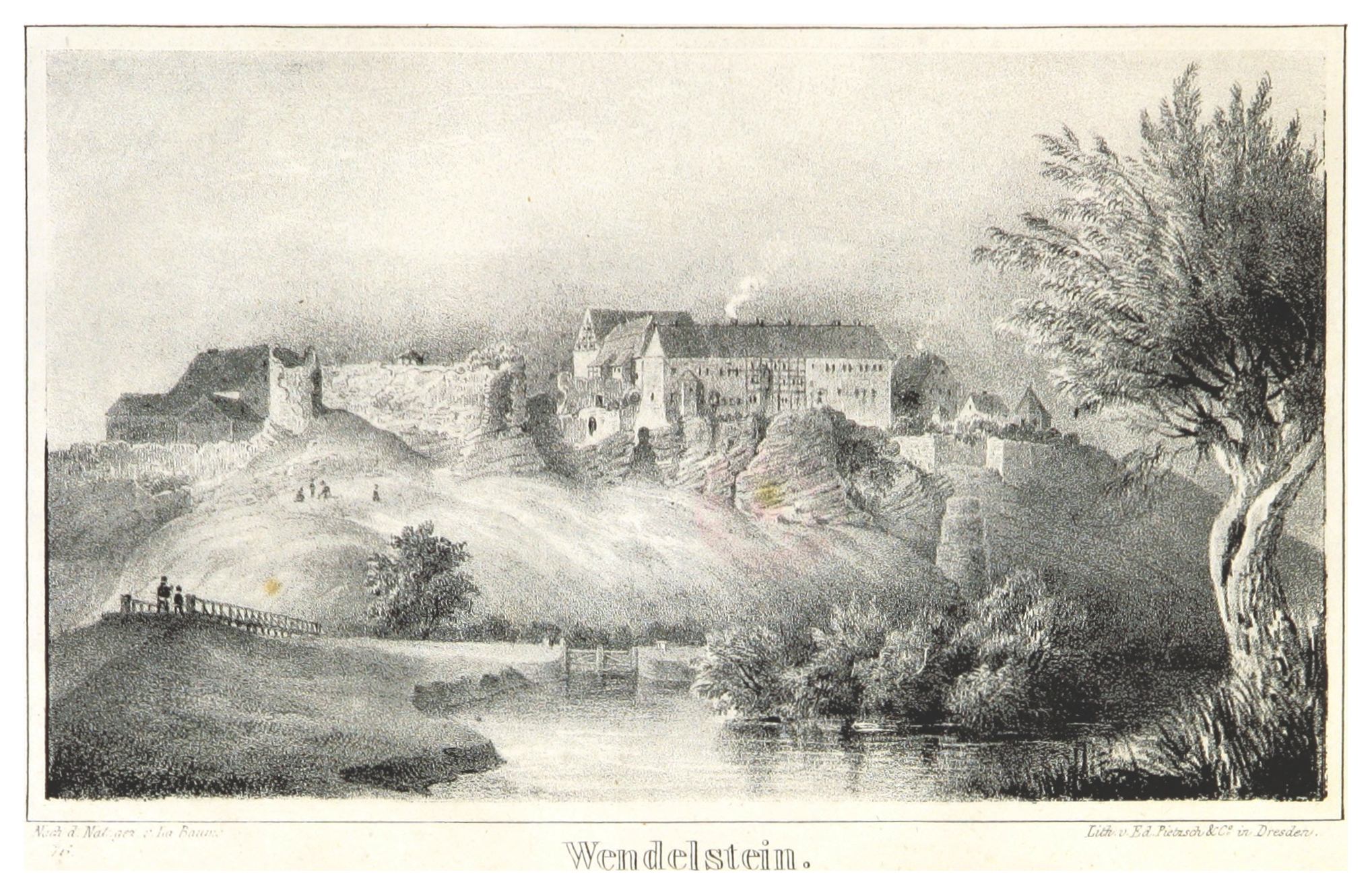
Festungsruine Wendelstein im Jahr 1842, rechte Bildmitte unten: die Ruine der turmartigen Wasserkunst
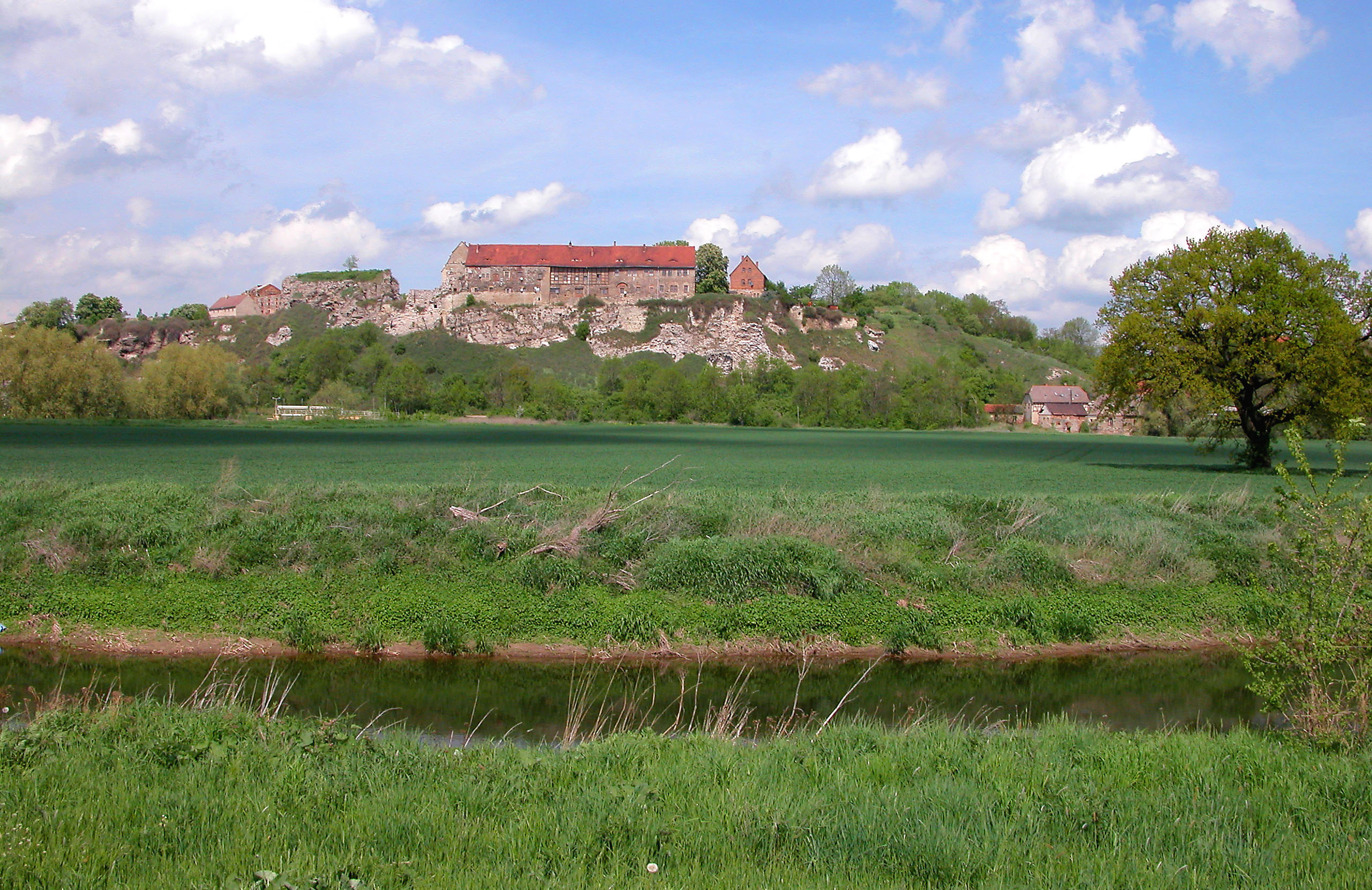
Reste der Wasserkunst des Wendelsteins unterhalb des rechten Burggebäudes

## Wasserkünste für Gradierwerke

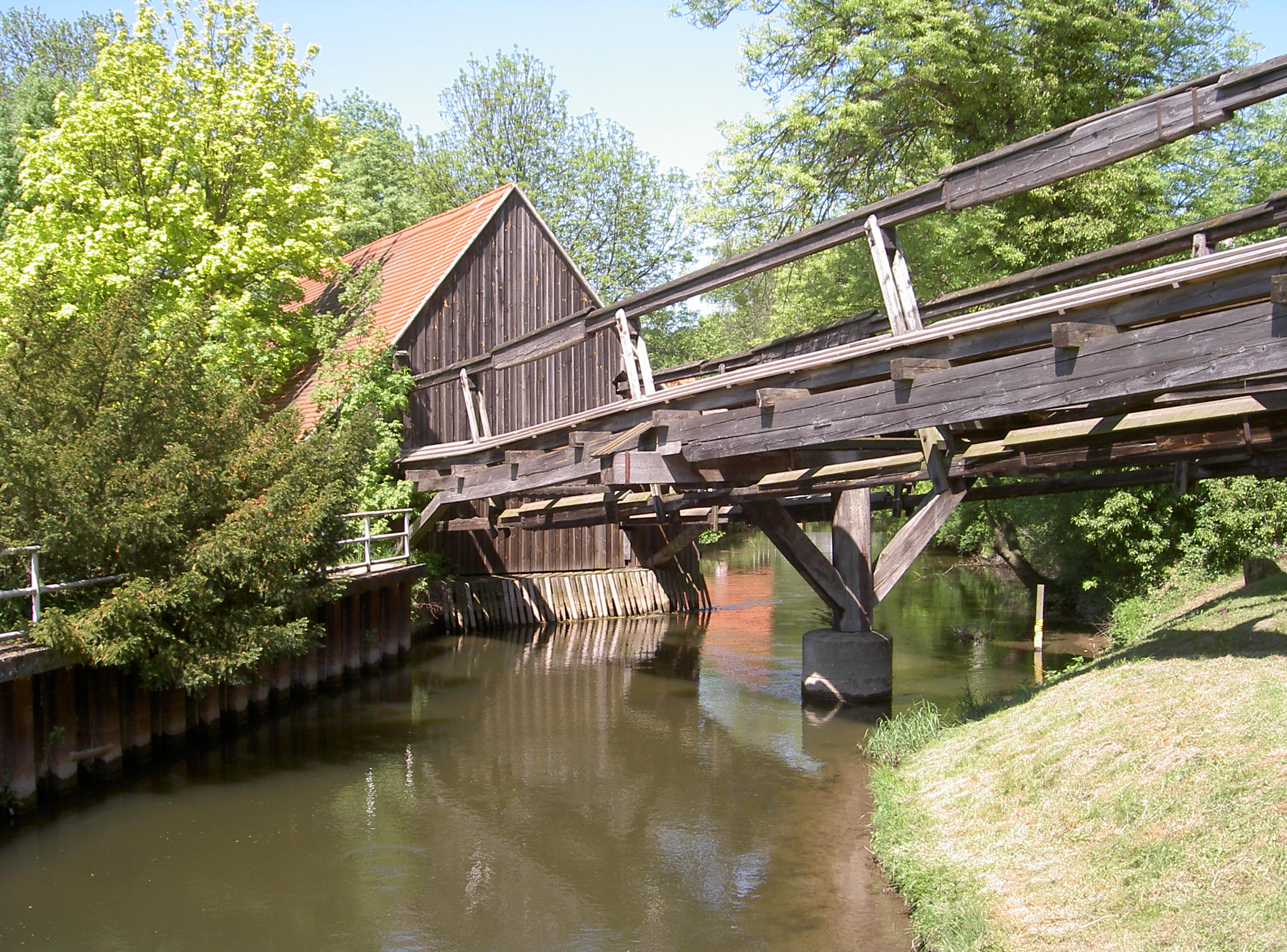
Aus dem „Radhaus“ herauskommendes doppeltes Kunstgestänge, Bad Kösen

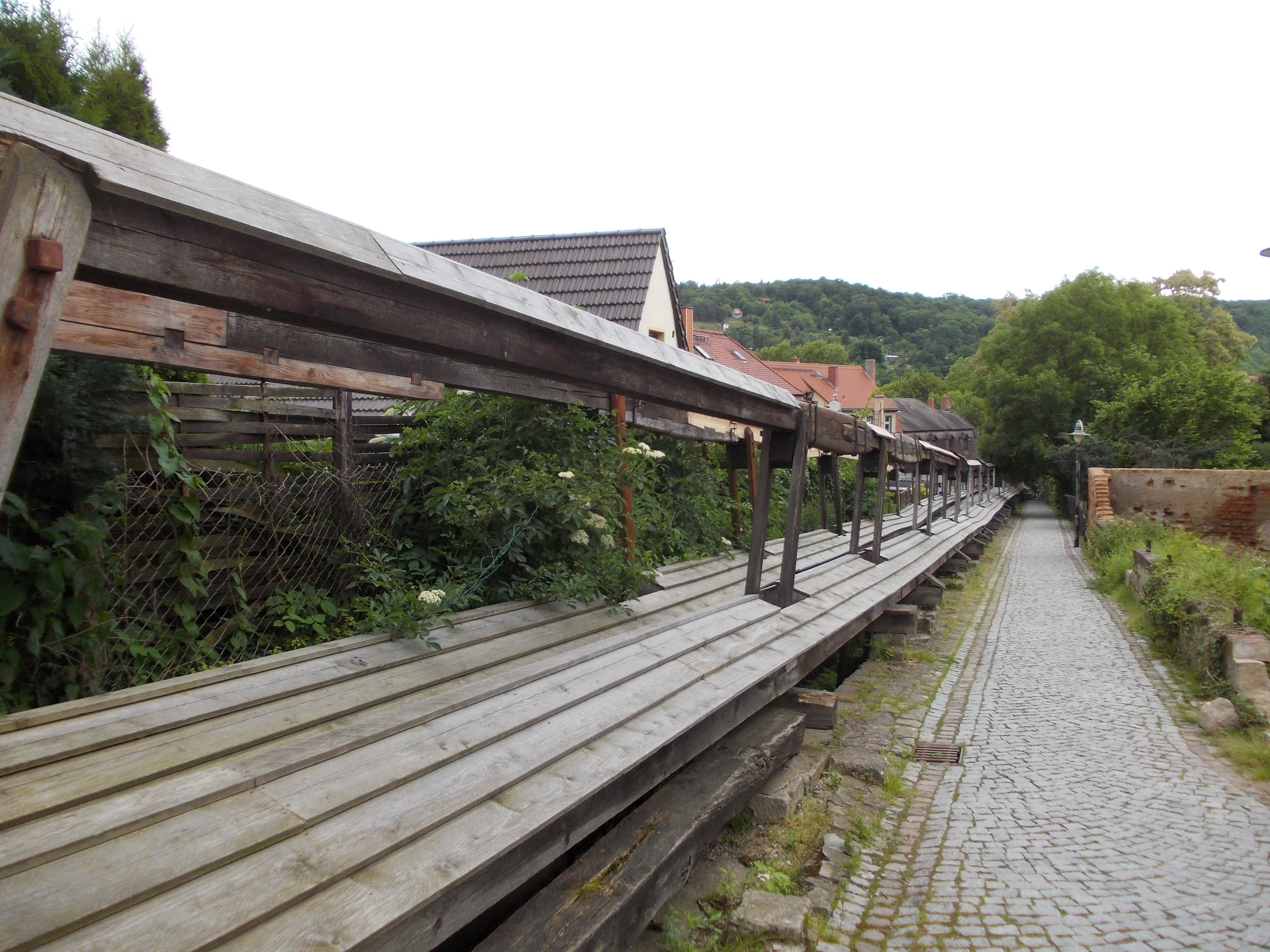
Ansteigendes Kunstgestänge am Saaletalhang in Bad Kösen

Einzigartig in ganz Europa soll heute die funktionsfähig erhaltene Wasserkunst (ab 1763) des Gradierwerkes in Bad Kösen, in Sachsen-Anhalt, sein. Ein unterschlächtiges Wasserrad in einem Fachwerkgebäude im Tal der Saale auf der „Radinsel“ treibt dabei zwei Holzgestänge an, die eine Pendelbewegung ausführen. Das mehrere hundert Meter lange Gestänge überträgt die Energie des Wasserrades den Saaletalhang hinauf bis zu den Pumpen in einem Schacht (Borlachschacht im Borlachhaus) der Solequelle (Borlachquelle) sowie bis zum 325 m langen Gradierwerk, das auf dem Hang des Saaletales steht.
Das Kunstgestänge durchläuft dabei das Borlachhaus und die weitgehend horizontale Pendelbewegung wird im Gebäude durch ein Kunstkreuz in eine vertikale Pendelbewegung umgeformt, die ursprünglich auch die Pumpen im Schacht antrieb (heute sollen diese elektrisch betrieben sein). Das aus dem Borlachhaus austretende Gestänge reicht noch bis zum Gradierwerk hinauf. Die Anlage ist nach Hochwasserschäden seit 2018 in Restauration und soll Mitte 2019 wieder voll funktionstüchtig sein. Am Gradierwerk selbst werden/wurden (?) ehemals noch Pumpen durch das Pendel-Gestänge betrieben, die die aufkonzentrierte Salzsole im Trog unter dem Gradierwerk bis auf den Kopf des Gradierwerkes pumpten.
Die durch Tropfen-Verdunstung aufkonzentrierte Salzlösung (Sole) des Gradierwerkes wurde seinerzeit schließlich durch Verdampfen des Wassers (in Pfannen?) zu verkaufsfähigem Kochsalz gemacht.

## Windrad-Pumpanlagen
- teilerhaltene Anlage im Deutschen Landwirtschaftsmuseum Blankenhain, Sachsen
- restaurierte Windrad-Pumpanlage Grumbach (um 1915) mit Maschinenhäuschen bei Wilsdruff-Grumbach, Sachsen